# Systropus ichneumoniformis
Systropus ichneumoniformis är en tvåvingeart som beskrevs av Hesse 1958. Systropus ichneumoniformis ingår i släktet Systropus och familjen svävflugor.
Artens utbredningsområde är Kongo. Inga underarter finns listade i Catalogue of Life.